# Франкфуртский трамвай
Франкфуртский трамвай — трамвайная система, существующая с 1872 года, и наряду с метрополитеном и городскими электропоездами является третьим видом рельсового общественного транспорта во Франкфурте-на-Майне.
Сеть трамвайных рельсовых путей является составляющей Транспортного сообщества Рейна-Майна и состоит (на 2005 год) из десяти регулярных трамвайных линий и одной специальной. Длина линий в 2010 году составляла 63,55 км. В том же году франкфуртский трамвай перевёз 49,2 млн пассажиров, что соответствует 19,7 % всего наземного транспорта в городе.
В истории франкфуртского трамвая, одного из первых электрических трамвайных линий в мире, имелось множество частных и коммунальных владельцев и даже транспортно-политический конфликт. После того, как десятилетиями Франкфурт пытался упразднить трамвай, в 1990-е произошел поворот в политике общественного транспорта. С того времени проводятся инвестиции для приобретения новых вагонов и строительства путей. Вплоть до 2015 года запланировано проведение ряда ремонтных и строительных работ, которые, к сожалению, осуществлены ещё не полностью.

## История

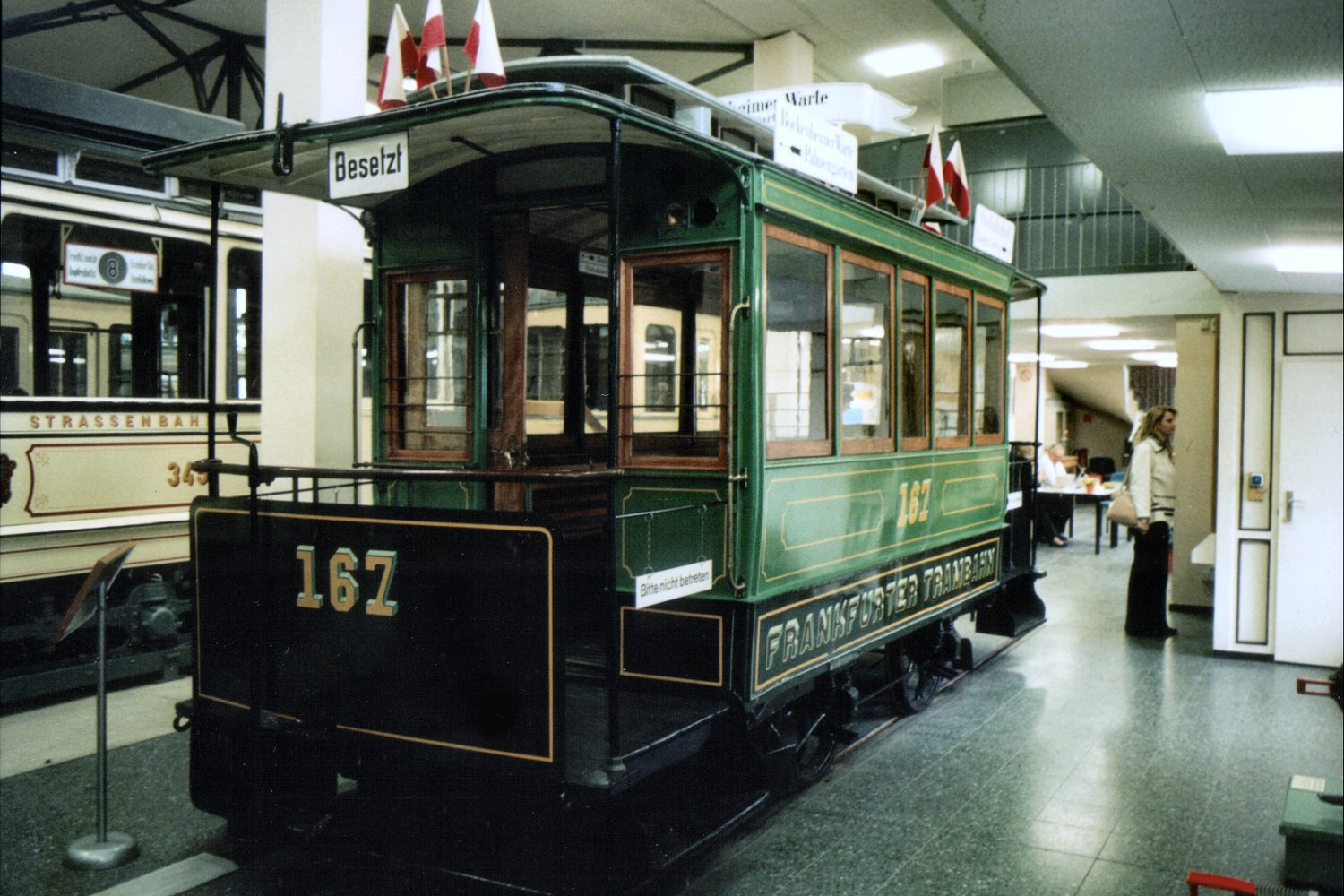
Вагон 167 Франкфуртского трамвайного Общества в Музее транспорта в Шванхайме

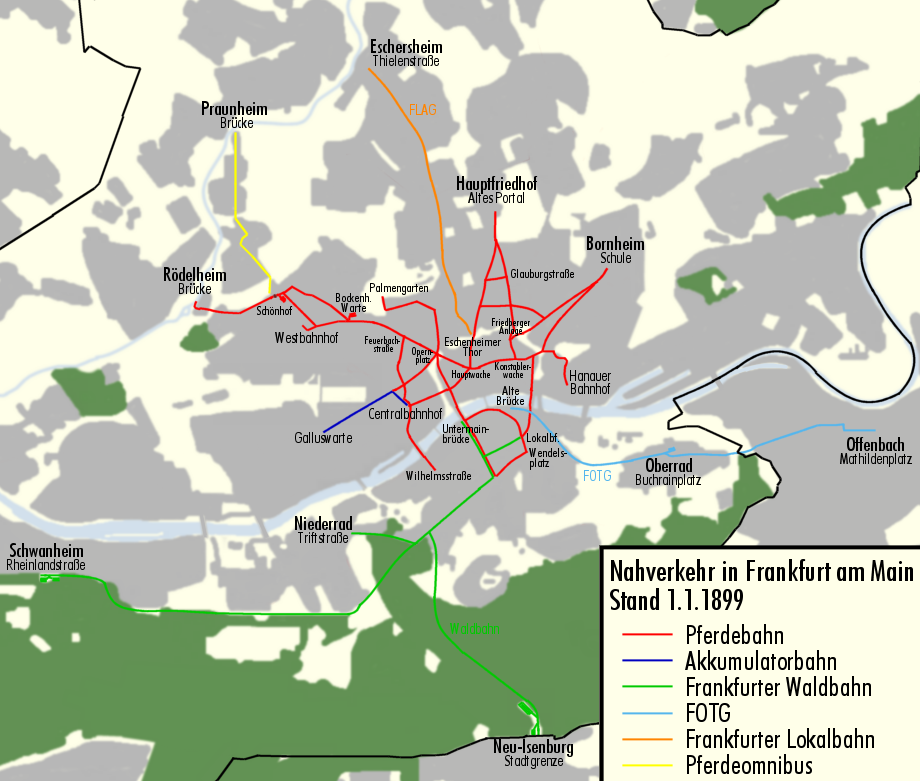
Схема путей в 1899 году

Движение трамваев во Франкфурте началось 19 мая 1872 года открытием первой конки, за которой последовали другие линии. Затем в 1884 году последовала, использовавшая электричество линия — узкоколейка Франкфуртско — Оффенбаховского трамвайного Сообщества (FOTG), первый коммерческий электрический трамвай Германии. Несмотря на недоработки и уязвимый двигатель, эта единственная линия шириной в метр оставалась в эксплуатации больше 20 лет.
В 1888/89 годах два частных предпринимателя открыли линию парового трамвая. В 1891 году двое других предпринимателей экспериментировали с электрическим двигателем и пустили в ход подземный кабель и даже аккумуляторы, что ни в первом, ни во втором случае не привело к длительному успеху.
Первый электрический трамвай, с до сего дня используемой однолинейной воздушной линией постоянного тока с напряжением в 600 вольт, двинулся по улицам города впервые в 1899 году
Наряду с различными частными предпринимателями с 1898 года город Франкфурт также разделял владение трамвайным движением, с 1906 года и соседний город Оффенбах, чья трамвайная сеть вплотную связана с франкфуртскими линиями.
Последнее частное трамвайное предприятие перешло в городскую собственность в 1955 году, с 1968 года коммунальные службы Франкфурта являются единственным владельцем городского транспорта в регионе.

### Ранние годы

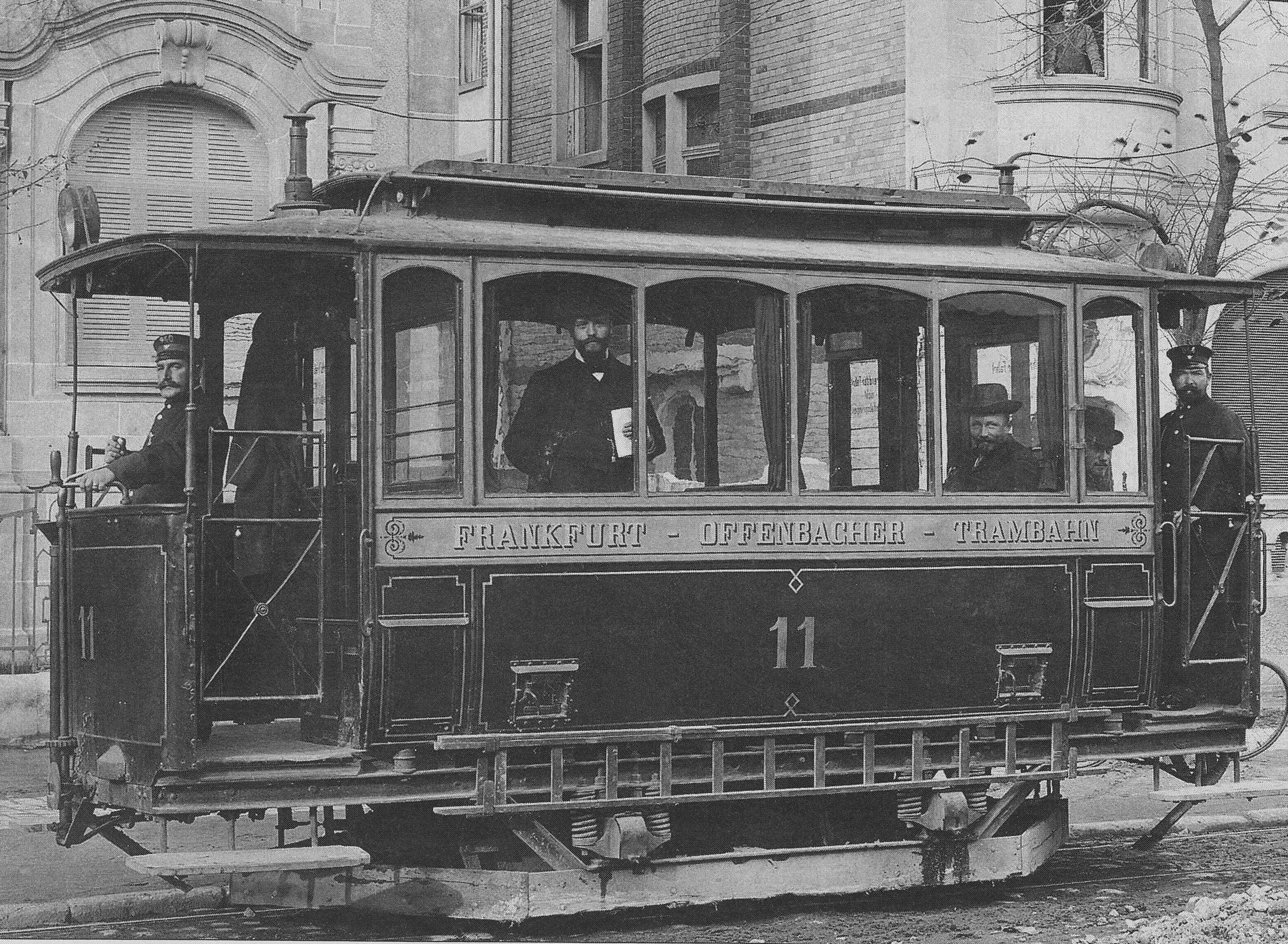
Исторический трамвай Франкфурта 1884 года

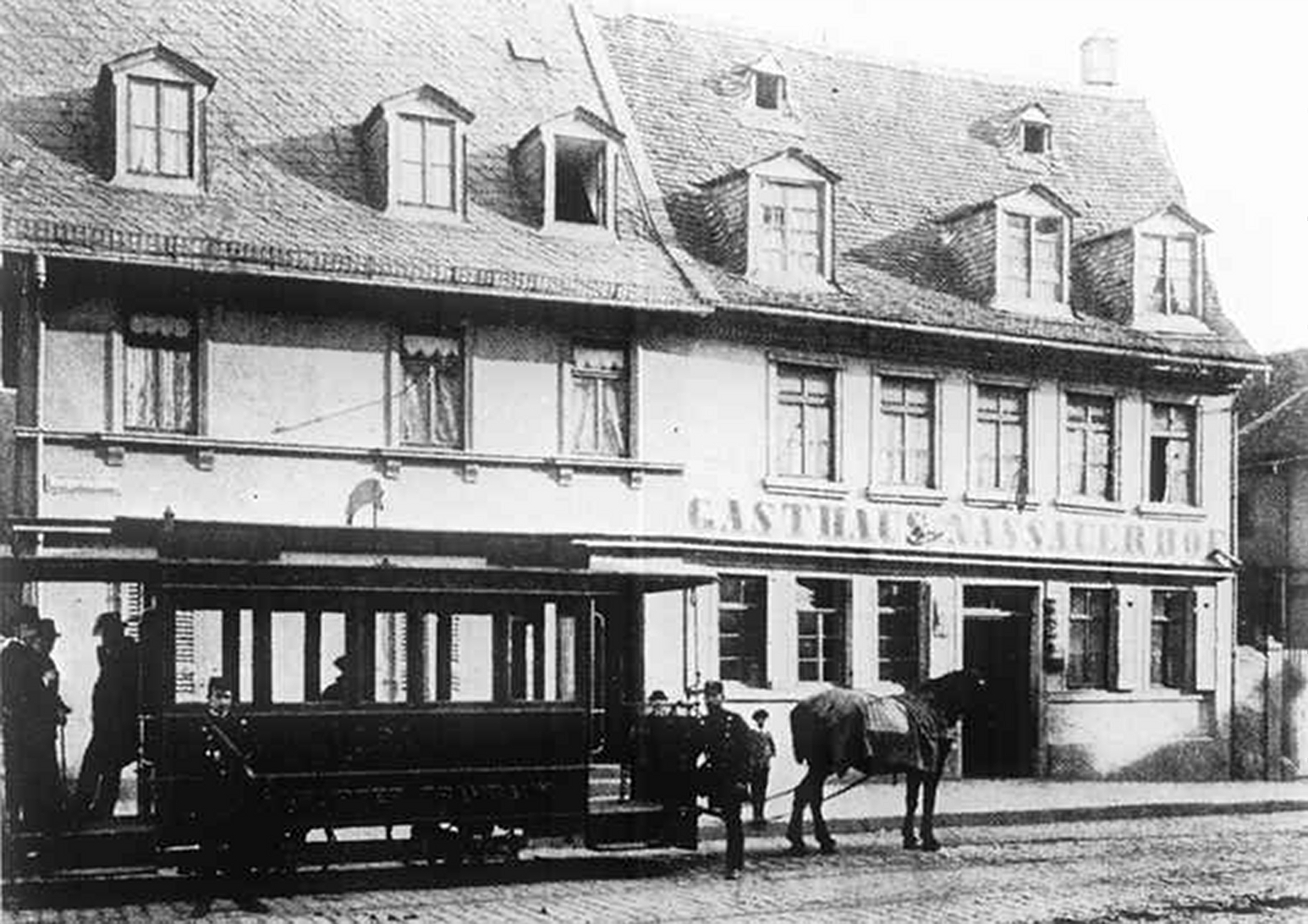
Конка, принадлежащая FTG на конечной станции «Школа Борнхайма» на Бергерштрассе. После 1881 года

Франкфуртское Трамвайное Сообщество (FTG), бельгийский частный предприниматель, открыло в 1872 году во Франкфурте ипподром. Сюда пролегла первая линия франкфуртского трамвая. Она проходила от Шёнхофа в бывшем соседнем городке Бокенхайм (ныне район Франкфурта — прим. переводчика) через Бокенхаймер Варте до Хауптвахе. Достаточно быстро эта первая линия далее разрослась, и уже в 1898 году Сообщество эксплуатировало 16 линий протяжённостью 30 км. Ширина колеи соответствовала железнодорожной колее, ширина которой составляла 1435 мм.
В 1884 году следующий частный предприниматель — Франкфуртско-Оффенбаховское Трамвайное сообщество (FOTG) — внедрил сенсационное новшество: публично используемый электрический трамвай. До этого в мире существовали всего лишь две линии электрического трамвая, одну пробную линию открыл Сименс в Лихтерфельде близ Берлина, вторая — междугородняя трамвайная линия в Мёдлинге близ Вены.
Трамвай двигался по пути между конечной станцией Дойчхерн-Кай, следующая Старый мост в районе Заксенхаузен, через поселок Оберрад до Матильденплац в соседнем городке Оффенбахе. Колея была проложена метровой ширины и с путями, принадлежавшими FTG, не соединялась. Также поначалу в трамвайной колее оставались чужеродные предметы, электрическая составляющая была недостаточно отработана технически, что предполагало возникновение неполадок.
Акционерное общество Франкфуртской пригородной железной дороги (FLAG) и Франкфуртская лесная дорога, открытая на севере и юге города, использовали до того времени паровой трамвай.
Международная электротехническая выставка 1891 года стала поводом для дальнейших экспериментов с электрическим трамваем. Фирма Шукерт и Ко соединила подземные и наземные кабели, в то же время фирма Сименс и Хальске оснастила свои трамваи аккумуляторами. В 1897 году FTG также экспериментировало с трамваями на аккумуляторах.
В 1898 году Франкфуртское трамвайное сообщество перешло под эгиду города. Первая концессия на устроение и эксплуатацию электрического трамвая была заключена городом Франкфуртом 20 января 1898 года и утверждена начальником областного управления в Висбадене.
С этого времени началась электрификация путей. По сей день наиболее надежной остается однолинейная воздушная линия напряжения тока.
До 1904 года все конки были электрифицированы. А лошадиная тяга была заменена моторизированными вагонами. Лишь Франкфуртская лесная дорога использовала паровую тягу вплоть до 1929 года.

### Послевоенное восстановление

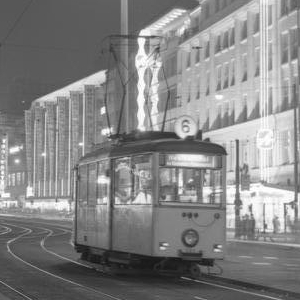
Тип вагона J на Цайле (1960)

При восстановлении разрушенного войной города планирование транспортных связей играло большую роль. Вместо улочек бывшего старого города пролегли широкие просеки. Для трамваев появились масштабные площади, появились развязки в районе вокзала и Хауптвахе.
С 1945 по 1950 год ездили две так называемые «Roundup»-линии, перевозившие только американских военнослужащих. Они действовали как в пределах ограждённой большой запретной зоны, так и связывали между собой малые запретные зоны, такие как Хеддерхайм и Рёмерштадт. Чтобы объехать большую запретную зону, следовало пользоваться объездными путями.
По завершении восстановления линии стали удлиняться, охватывая новые районы, в 1953 — на Хёхст, в 1957 — в район Энкхайм, который присоединился к Франкфурту лишь в 1977 году. В 1955 году эксплуатационные линии, прежде принадлежавшие FLAG, отошли городу вместе с пригородными линиями, идущими на Оберурсель и Бад Хомбург.

## Маршруты

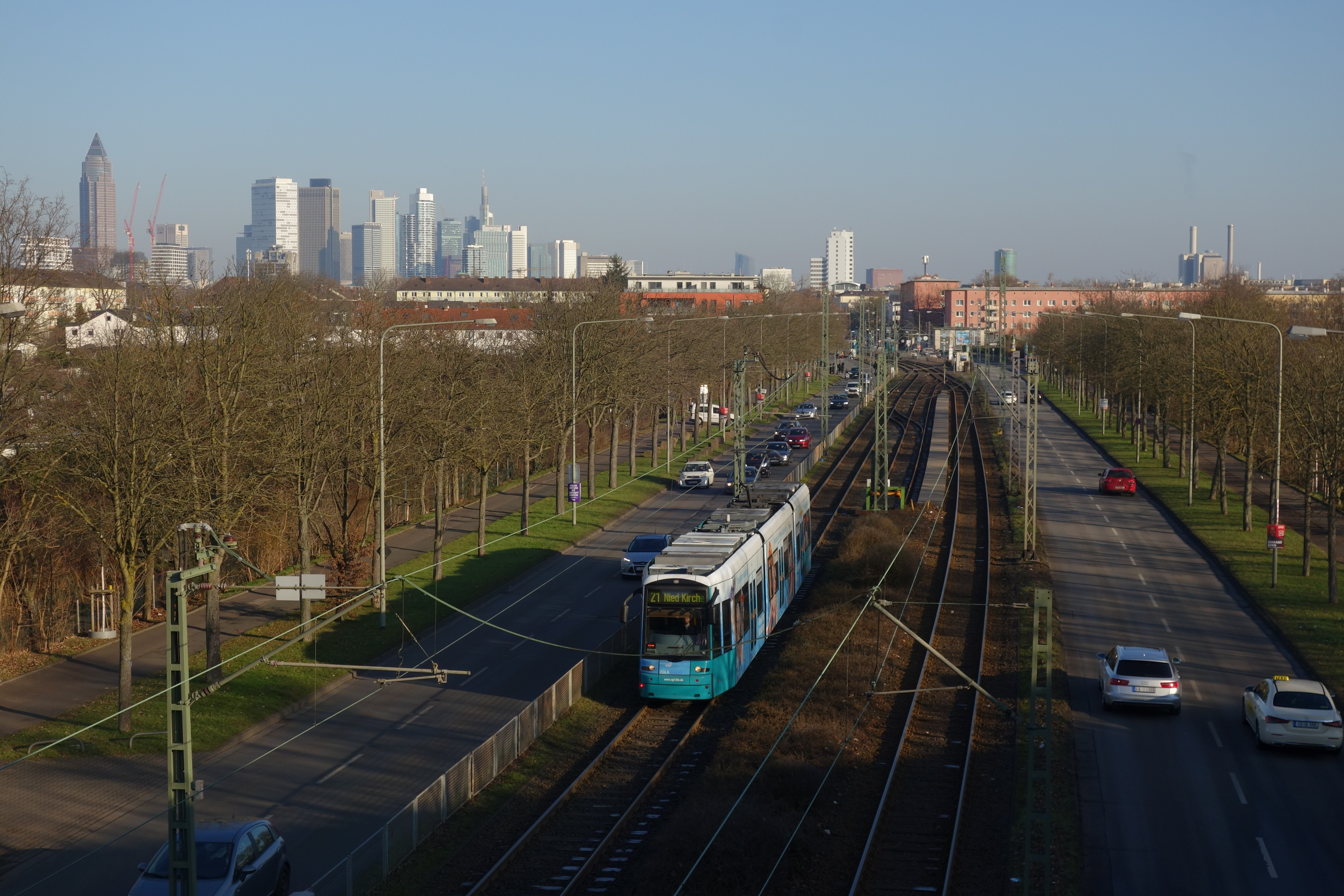
Вагон типа S на линии 21 в сторону Нида на Майнцер-Ландштрассе.

### Специальные линии
Специальная линия Эббельвой-Экспресс пользовалась исключительно большими вагонами (Kolossal-Wagen) с высоким полом.
Эбельвой-Экспресс (Экспресс яблочного вина) курсирует через весь город с 1977 года, используя пёстро раскрашенные вагоны первой половины 1950-х годов.
Круговой маршрут начинается у Цоо (Зоопарка) и следует через Старый город, привокзальный район до вокзала. Далее путь следует к Мессе, где проводятся международные ярмарки, затем назад к вокзалу и переезжает через Майн, затем, следуя через левобережный район Франкфурта — Заксенхаузен, возвращается к Цоо. В салоне подают напитки и маленькие сушки (брецель). Вначале предполагалось, что это будет лишь кратковременной акцией, но со временем поездка на весёлом трамвае стала туристским аттракционом. Экспресс яблочного вина ходит по выходным и праздникам согласно устойчивому расписанию с интервалом в 35 минут и также может быть нанят для какого- либо празднества. Стоимость поездки специальная и отличается об тарифов городского транспорта.
В городе также действует линия детского учебного трамвая.